# Fantom opery (román)
Fantom opery (1910, Le Fantôme de l'Opéra) je román francouzského spisovatele Gastona Lerouxe, jehož příběh je na pomezí mezi dobrodružnou a fantastickou literaturou. Román byl nejprve vydán na pokračování v deníku Le Gaulois, první knižní vydání je z roku 1911. Jde o nejslavnější Lerouxovo dílo, které díky hrůzným a tajuplným zápletkám zapůsobilo na surrealisty.

## Obsah románu
Mladé zpěvačce Christině Daaé, která zpívá v pařížské Opeře ve sboru, se jednoho dne ozve krásný, nadpozemský hlas, jehož tajemného nositele Christina považuje za Anděla hudby, o kterém jí vyprávěl její otec. Ve skutečnosti je to však Erik, psychicky narušený a fyzicky znetvořený génius, který žije v katakombách pod Operou a je nazýván fantomem Opery. Erik Christinu miluje a dává jí každý večer hodiny hudby a zpěvu. Christinu však miluje rovněž její starý přítel z dětství vikomt Raoul de Chagny, kterému Christina o tajemném hlase vypráví.
V řízení Opery dochází k velkým změnám a na slavnostním večírku, uspořádaném při příležitosti odchodu starého vedení, získá Christina díky svému zpěvu velký obdiv. Přesto je proti Erikovu výslovnému přání do role Markétky v Gounodově opeře Faust obsazena primadona Carlotta. Ta přes Erikovo varování roli přijme. Ve třetím jednání však začne vydávat místo zpěvu jakési zvuky podobné žabímu kvákání a vzápětí se do hlediště mezi diváky zřítí obrovský lustr.
Poté Erik Christinu unese do podzemí a doufá, že ho bude milovat. Odhalí jí také tajemství Carlottina selhání. Kvákavý zvuk vydal ve skutečnosti Erik, který je břichomluvec a jehož hlas se ozve tam, kde on chce. Před Christinou vystupuje v masce, ale dívka náhodou zahlédne jeho skutečnou tvář podobnou tváři hnijící mrtvoly. Erik Christinu propustí, ale jen pod podmínkou, že bude nosit jeho prsten a že mu bude věrná.
Při milostné schůzce s Raoulem na střeše Opery, kde mu o všem řekne, aniž tuší, že je Erik poslouchá, navíc ztratí jeho prsten. Rozhodne se, že s Raoulem prchne. Láskou šílený Erik pak Christinu unese uprostřed představení Fausta do svého podzemního paláce a chce, aby byla navždy jenom jeho. V případě, že jej odmítne, hrozí, že zničí výbušninami celou Operu.
Raoul se snaží Christinu zachránit. Pomáhá mu přitom tajemný muž z Erikovy minulosti známý jako Peršan. S jeho pomocí se Raoul proplete labyrintem podzemí Opery, ale oba nakonec skončí v Erikově mučírně. Byla to místnost ve tvaru pravidelného šestistěnu celá vyložená zrcadly. Důmyslný systém elektrického vytápění umožňoval Erikovi měnit teplotu stěn dle potřeby. Zrcadla se mohla naklánět a z různých úhlů zobrazovat jediný předmět v místnosti, kterým byl železný strom s provazem, na kterém se mohl mučený člověk oběsit.
V mučírně se tak před očima obou mužů objeví nekonečný a neprostupný železný les a zároveň v místnosti nastane palčivé horko. Oba trápí nesnesitelná žízeň a zvláště Raoulovi se zdá, že ztrácí rozum. Pak se Peršanovi podaří objevit pružinu, která jim otevře cestu do Erikova sklepa. Zde najdou sudy, ale místo vína je v nich střelný prach pro vyhození Opery do vzduchu. Christina proto souhlasí, že se stane Erikovou ženou, a na jeho pokyn spustí vodu pocházející z podzemního jezera, která má sudy zatopit. Zároveň s nimi se má však zatopit i mučírna s Raoulem a Peršanem. Když Christina Erikovi řekne, že se chtěla poté, co se stane jeho ženou, zabít, ale že to neudělá, Erik Raoula i Peršana zachrání a propustí je. Propustí i Christinu, která jej na rozloučenou jako první žena na světě políbí (ani matka Erika pro jeho znetvoření nikdy nepolíbila). Christina musí však Erikovi slíbit, že až do jeho smrti bude nosit jeho prsten, který Erik našel, a že jej v podzemí pochová i s tím prstenem.
Mrtev je však nalezen starší Raoulův bratr hrabě Filip de Chagny, který se do podzemí vydal oba mladé lidi hledat a nešťastnou náhodou se utopil v podzemním jezeře.
Tři týdny po této události Erik žalem zemře a Christina splní svůj slib. Vrátí mu prsten a pochová jej. Jeho kostra je pak nalezena při výkopových pracích v podzemí Opery.
V závěru románu se z vyprávění Peršana dozvíme podrobnosti o Erikově životě. Erik byl synem tesaře. Záhy utekl z domova, kde jeho ošklivost vyvolávala v rodičích hrůzu a nejprve se předváděl na poutích jako „živá mrtvola“. Když se u cikánů „vyučil“ artistou a kouzelníkem, začal vystupovat na jarmarcích po celé Evropě. Měl také nádherný hlas. Pak se projevila jeho genialita. Vstoupil do služeb perského šacha a postavil pro něho takový palác, že jej chtěl šach nechat zabít, aby již nikde jinde nemohl podobný postavit. Tímto úkolem byl pověřen právě Peršan, který byl v té době perským policejním důstojníkem. Z vděčnosti za služby, které mu předtím Erik prokázal, mu pomohl k útěku. Podvrhl sice Erikovu mrtvolu, ale stejně musel za trest odejít do exilu do Paříže.
Erik prchl z Persie do Cařihradu a vstoupil do služeb tureckého sultána. I pro něho vytvořil tak úžasné věci (zvláštní padací dveře, tajné komnaty, ohnivzdorné pokladny), že musel z obavy o svůj život opět uprchnout, tentokrát do Paříže. Zde si založil stavební firmu a podílel se na pracích při kladení základů Opery. To jej přivedlo k tomu, že si v podzemí vytvořil tajný palác, ke kterému vedla cesta jen přes podzemní jezero a ve kterém se chtěl ukrýt před lidmi. Tak se stal fantomem Opery.

## Adaptace
Na Lerouxově románu je založeno mnoho filmových, televizních, literárních, divadelních i hudebních děl.

### Filmové a televizní adaptace

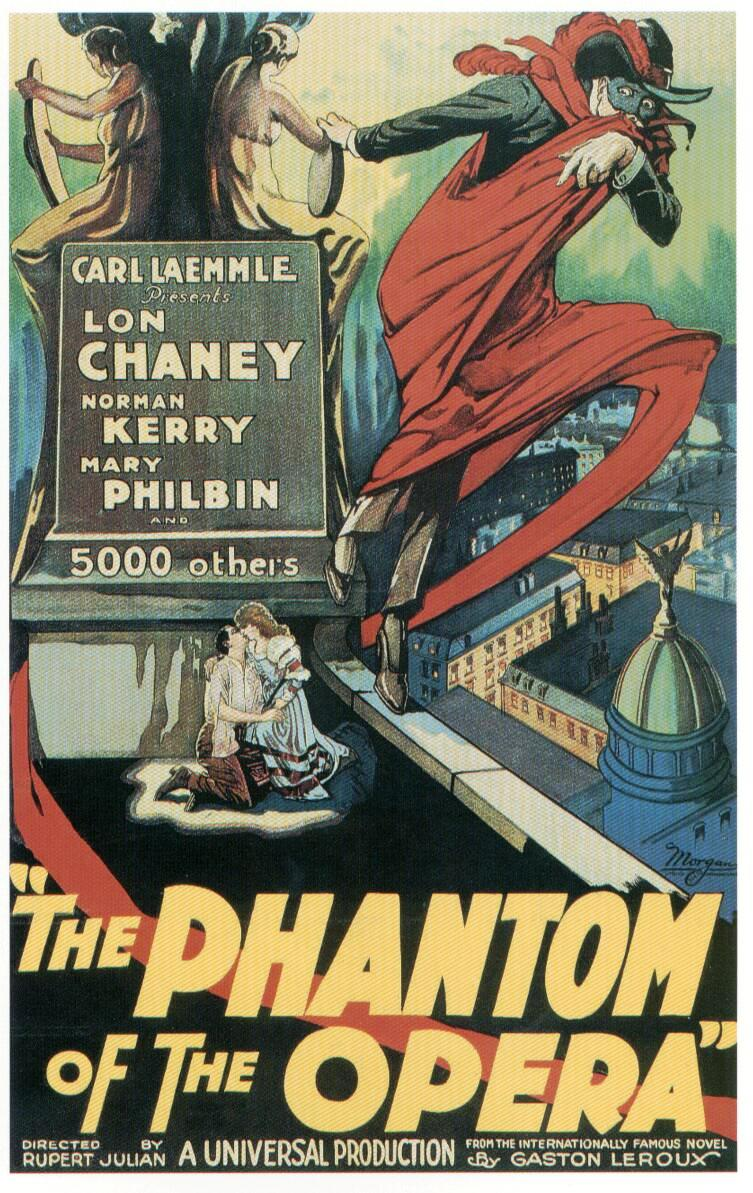
Plakát k filmu Fantom opery z roku 1925.

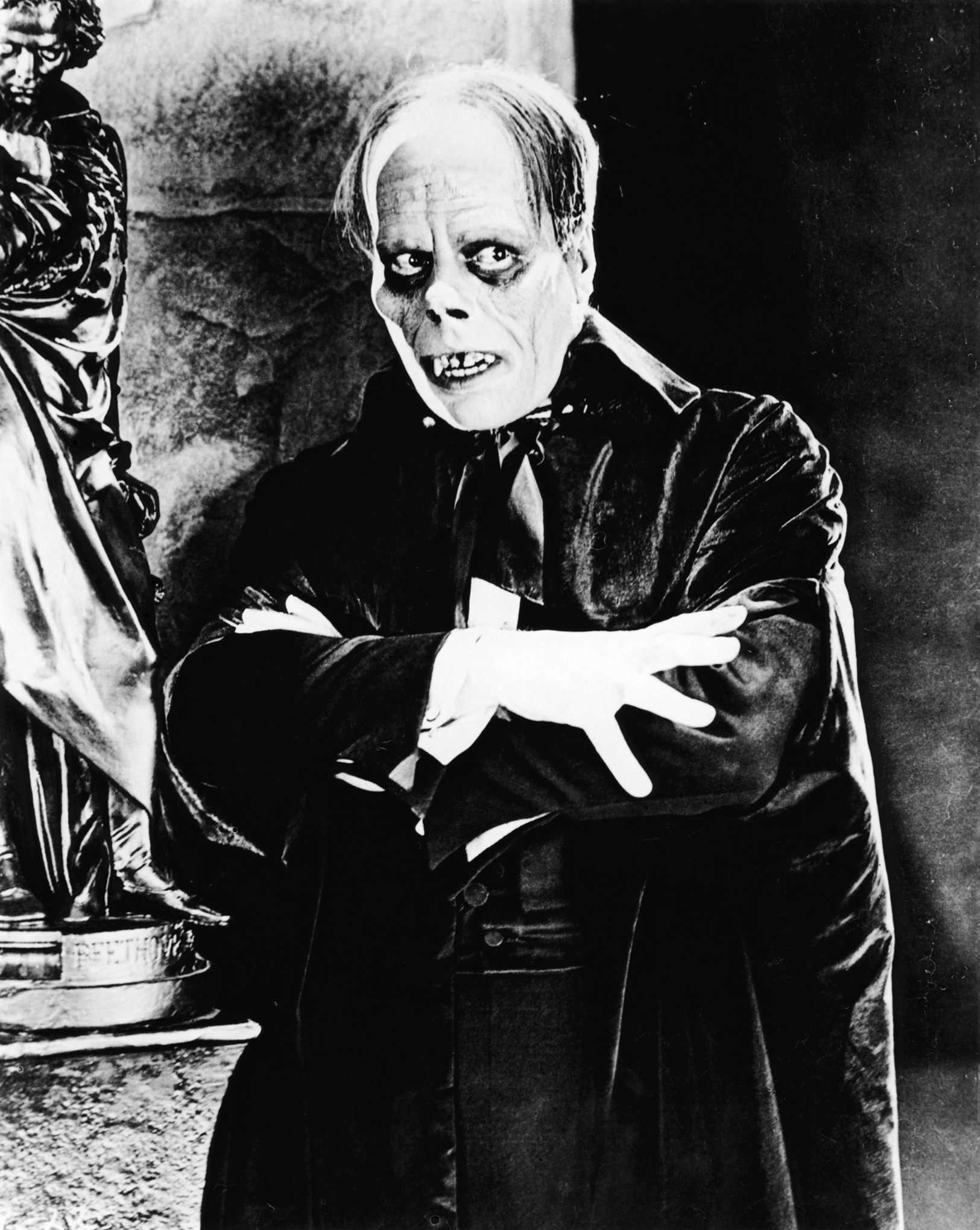
Lon Chaney ve filmu z roku 1925.

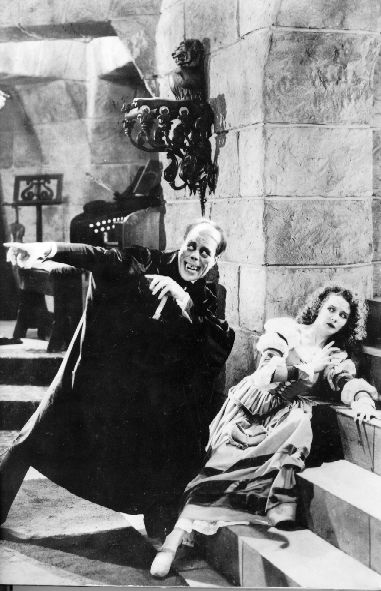
Erik a Christina ve filmu z roku 1925.

- Das Phantom der Oper (1916), německý němý film, režie Ernst Matray, v titulní roli Nils Olaf Chrisander, film je dnes ztracen.
- The Phantom of the Opera (1925), americký němý film, režie Rupert Julian, v titulní roli Lon Chaney.
- Yè bàn gē shēng (1937, Půlnoční píseň), čínský film, režie Ma-Xu Weibang.
- Yè bàn gē shēng xu ji (1941, Půlnoční píseň II.), čínský film, režie Ma-Xu Weibang.
- The Phantom of the Opera (1943), americký film, režie Arthur Lubin, v titulní roli Claude Rains.
- El fantasma de la ópera (1960), argentinský televizní film, v titulní roli Narciso Ibáñez Menta.
- The Phantom of the Opera (1962), britský film, režie Terence Fisher, v titulní roli Herbert Lom.
- The Phantom of the Opera (1983), americký televizní film, režie Robert Markowitz, v titulní roli Maximilian Schell.
- The Phantom of the Opera (1988), irský animovaný film, režie Al Guest a Jean Mathieson.
- The Phantom of the Opera (1989), americký film, režie Dwight H. Little, v titulní roli Robert Englund.
- The Phantom of the Opera (1990), americký televizní film, režie Tony Richardson, v titulní roli Charles Dance.
- The Phantom of the Opera (1991), americký televizní film, režie Darwin Knight, v titulní roli David Staller.
- O Fantasma da Ópera (1991), brazilský televizní seriál.
- Il fantasma dell'opera (1998), italský film, režie Dario Argento, v titulní roli Julian Sands.
- The Phantom of the Opera (2004), britský film, režie Joel Schumacher, v titulní roli Gerard Butler, jde o zfilmovaný muzikálu Andrewa Lloyda Webbera a Charlese Harta.
- The Phantom of the Opera at the Royal Albert Hall (2011), britský film, režie Nick Morris a Laurence Connor, v titulní roli Ramin Karimloo, jde o záznam představení muzikálu Andrewa Lloyda Webbera a Charlese Harta v Royal Albert Hall.

### Hudba
- The Phantom of the Opera (1976, Fantom opery), muzikál s libretem od Kena Hilla na hudbu Verdiho, Gounouda, Offenbacha, Mozarta, Webera, Donizettiho, Boita, Bizeta a Dvořáka.[3]
- The Phantom of the Opera (1980), skladba z debutního alba britské skupiny Iron Maiden.
- The Phantom of the Opera (1986, Fantom opery), muzikál, hudba Andrew Lloyd Webber, texty písní Charles Hart.[4]
- Phantom (1991, Fantom), muzikál, hudba Maury Yeston, text Maury Yeston a Arthur Kopit.[5]
- Love Never Dies (2009, Láska nikdy neumírá), muzikál na motivy knihy Fantom Manhattanu od Fredericka Forsytha, pokračování muzikálu Fantom opery, hudba Andrew Lloyd Webber, texty písní Glenn Slater a Charles Hart.[6]

## Česká vydání
- Fantom opery, Jan Kotík, Praha 1919, přeložil František Štěpánek, znovu 1926.
- Fantom opery, Mladá fronta, Praha 1967, přeložil Jiří V. Svoboda, znovu Ivo Železný, Praha 1991.
- Fantom opery, XYZ, Praha 2008, přeložil Jiří Žák.
- Fantom opery, Computer Press, Brno 2009, dvojjazyčná zjednodušená verze, přeložila Jitka Brožová.
- Fantom opery, Omega, Praha 2015, přeložil Jiří V. Svoboda.